# Bilbao Football Club

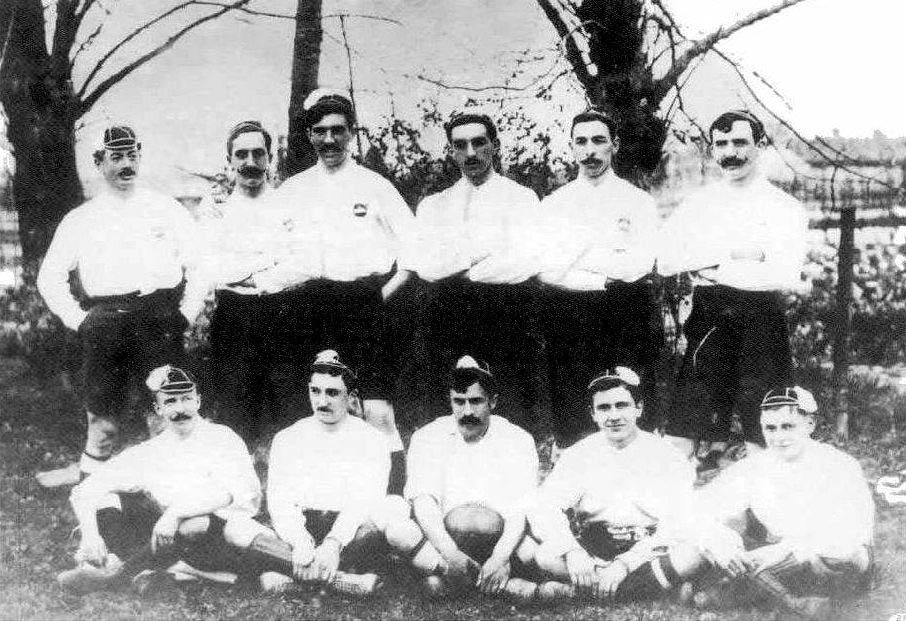
Jugadores del Bizcaya, equipo combinado del Bilbao F.C. y del Athletic Club.

El Bilbao Football Club fue un equipo español de fútbol de la villa de Bilbao (Vizcaya), que existió durante los años 1900 y 1903.

## Historia
El fútbol llegó a Vizcaya a finales del siglo XIX, de la mano de comerciantes ingleses que llegaban en barco a Bilbao. Durante la última década del siglo XIX la fiebre del fútbol se instauró en Vizcaya, y no tardaría mucho en fundarse el primer club, el Athletic. Dos años más tarde, a finales de 1900, José Luis Villabaso y otro grupo de personas fundaron el Bilbao Football Club, en el barrio vizcaíno de Algorta (Guecho). No tardaría en surgir rivalidad entre los dos equipos bilbaínos, que se turnaban para jugar en el improvisado campo de Lamiaco a la vez que compartían gastos de arriendo. Una particularidad del Bilbao, era que al contrario del Athletic, la mayoría de sus jugadores eran británicos. En cambio, el equipo atlético solo contaba con un extranjero en sus filas (de nacionalidad británica).
El 9 de marzo de 1902, los dos clubes formaron un combinado (el Bizcaya) para enfrentarse al Burdigala francés en Burdeos, el partido concluyó con un 0-4 para los vizcaínos.
A finales del mismo mes, el Burdigala devolvió la visita, enfrentándose al Bizcaya en el campo de Lamiako. Este partido levantó una gran expectación, atrayendo a unos 3000 aficionados, una cifra muy considerable para aquella época. El Bizcaya arrolló a los franceses con un contundente 7-0.
Fruto de la rivalidad cosechada entre el Bilbao F.C. y el Athletic, jugaron estos un partido amistoso que terminó en empate a un tanto. El encuentro levantó gran expectación, por lo que decidieron convocar un nuevo choque, pero esta vez cobrando entrada a precio de 30 céntimos de peseta (aquella fue la primera vez que se realizaba un partido de pago en Vizcaya). El partido de revancha, disputado el 19 de mayo de 1902, también acabó con el resultado de empate a 1.
El Bilbao F.C. no llegó a disputar nunca ninguna competición oficial, sin embargo tanto el Athletic como el Bilbao se unieron de nuevo bajo el nombre de Bizcaya, para participar en la primera competición nacional de fútbol de España; la Copa de la Coronación, celebrada el 15 de mayo de 1902. El Bizcaya conquistó el trofeo, que finalmente pasaría a formar parte del Athletic en un futuro próximo.
Tras esto, los dueños del Bilbao F.C. comenzaban a perder interés por su equipo, que a finales de 1902 atravesaba por cierta crisis institucional. A principios de 1903, el presidente del Bilbao F.C. Carlos Castellanos, daría el visto bueno a la disolución del Bilbao F.C., que a partir de entonces pasaría a ser absorbido por el Athletic Club, incluyendo a sus socios. Así, el 24 de marzo de 1903, el Bilbao F.C. fue oficial y definitivamente absorbido por el Athletic Club.

## Presidentes
- José Luis de Villabaso (desde 1900)
- Carlos Castellanos Jacquet (hasta 1903)